# Las Parcelas (estación)
Las Parcelas es una estación ferroviaria, perteneciente a la red del Metro de Santiago, en la ciudad de Santiago, Chile. Se encuentra en el bandejón central de avenida Pajaritos frente a la calle Arquitecto Hugo Bravo, en la comuna de Maipú. Ubicada en la Línea 5, se encuentra por viaducto entre las estaciones Monte Tabor y Laguna Sur de la misma línea, fue inaugurada el 3 de febrero de 2011.
Esta estación fue inaugurada como parte de la extensión hacia Maipú de la red del Metro de Santiago, siendo una de las tres estaciones ubicadas en viaducto elevado. La estructura de la estación está compuesta de dos partes: los andenes que se ubican junto al viaducto elevado sobre el bandejón central de Av. Pajaritos y un edificio cilíndrico ubicado en la esquina con calle Hugo Bravo y cercano con calle Longitudinal, el cual contiene las boleterías y puntos de acceso. Ambas están unidas por una pasarela sobre Pajaritos.
La estación está ubicada en el paradero 9 de Avenida Pajaritos y cercano a la calle Longitudinal Villa Versalles y Villa los Claveles entre otras. La estación se denomina haciendo referencia a la cercana Avenida Las Parcelas, uno de los principales accesos a algunos barrios del sector.

## Historia

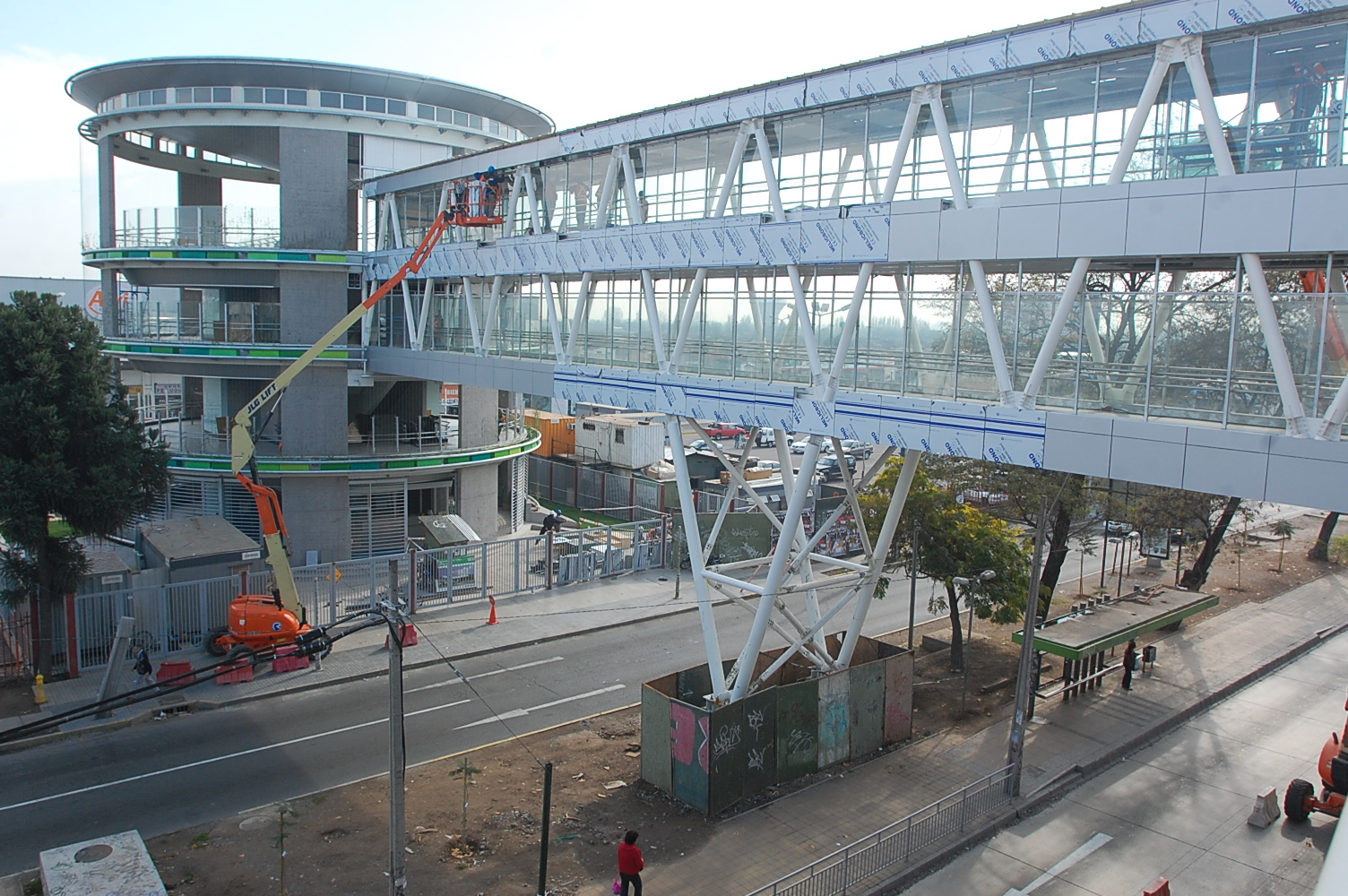
Construcción de edificio de ingreso y pasarela, en mayo de 2010.

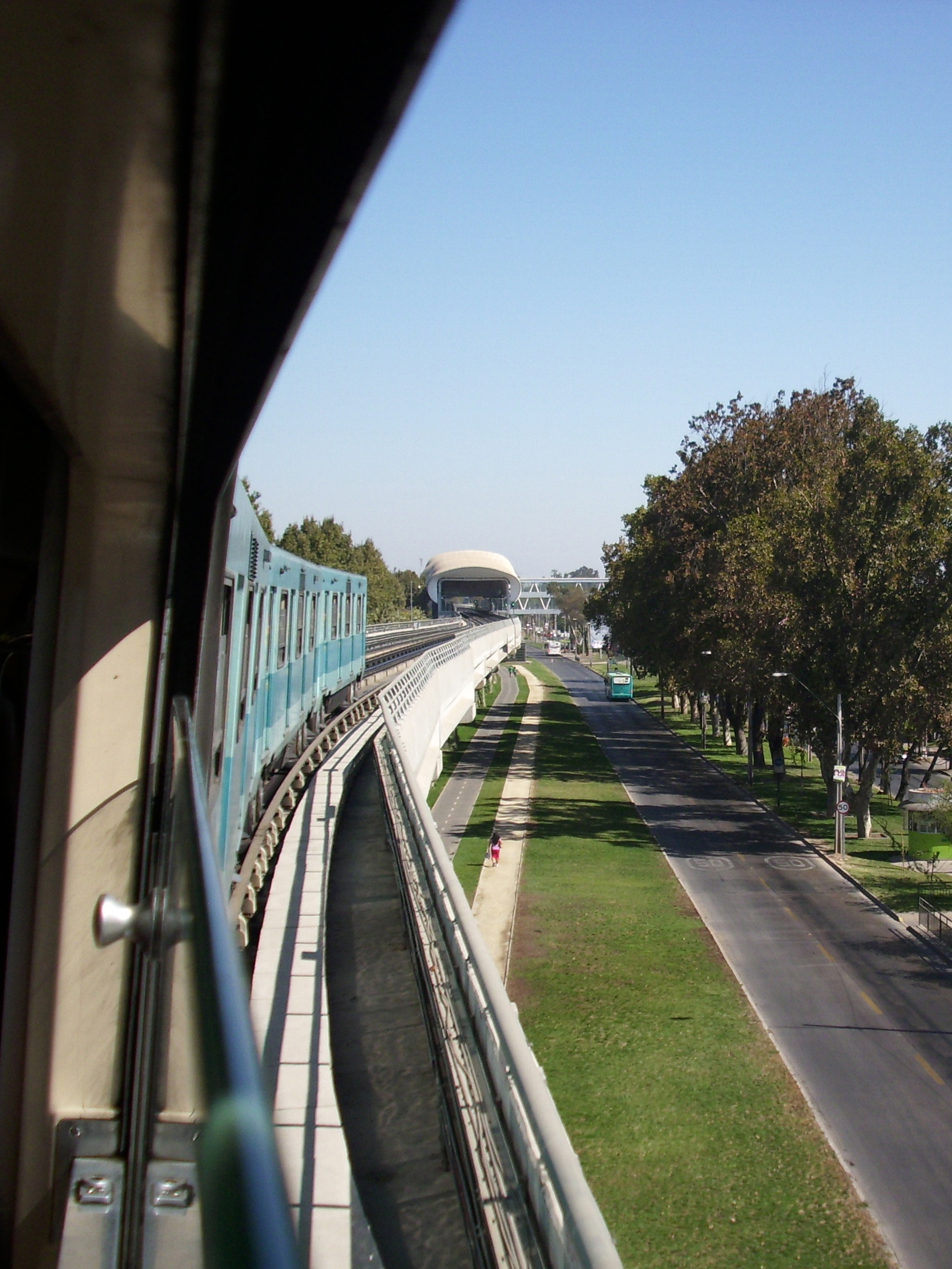
Un tren pasando por el viaducto sobre la Ciclovía Alameda Pajaritos a punto de llegar a la estación Las Parcelas.

A fines del año 2005, el presidente Ricardo Lagos anunció la extensión de la Línea 5 del Metro hasta la comuna de Maipú, luego de años de proyectos no realizados. El trazado original consistía en un túnel subterráneo desde la estación Mall Arauco Maipú por Avenida Longitudinal (actual Monte Tabor) hasta el cruce de Teniente Cruz con la Ruta CH-68 en Avenida Teniente Cruz. Sin embargo, los estudios de factibilidad técnica determinaron que la ruta no era rentable, debido a que cruzaba un terreno débil y húmedo sobre el cual existían muchas viviendas; un túnel requeriría de mayor esfuerzos y una mayor inversión, mientras que la alternativa de un viaducto era infactible por el alto costo de expropiaciones. El trazado en definitiva fue modificado y se prefirió continuar por Avenida Pajaritos en forma de viaducto elevado hasta girar en Teniente Cruz hacia el destino final. La construcción de esta estación en el nuevo trazado comenzó a fines del año 2006 y se prolongaría por los años siguientes.
Las obras mayores finalizaron a mediados del año 2010, tras la cual se iniciaron las labores de acondicionamiento de la estación. El 5 de octubre de 2010 entró el primer tren por las vías de la estación y en diciembre comenzó la marcha blanca del servicio. Finalmente, la estación fue inaugurada por el presidente Sebastián Piñera el 3 de febrero de 2011 en conjunto con las estaciones del tramo entre Plaza de Maipú y Barrancas.
En noviembre de 2011, la tensoestructura blanca diseñada por Cidelsa y confeccionada con Precontraint 902 S, de Ferrari, recibió el reconocimiento Award of Excellence de parte de la Industrial Fabrics Association International.
El 18 de octubre de 2019 la estación sufrió un incendio que afectó la mesanina y la boletería, lo que impidió su funcionamiento hasta el 31 de agosto de 2020, cuando fue reabierta. De los posibles responsables de este siniestro, en diciembre de 2019 se realizó la detención de una persona que presuntamente realizó destrozos en el sector de bolerías, sujeto que fue posible de identificar gracias a las cámaras de seguridad que se encontraban dentro del acceso a la estación.

### Accesos
| Acceso | Intersección                            |
| ------ | --------------------------------------- |
| A      | Av. Pajaritos con Arquitecto Hugo Bravo |

## Galería

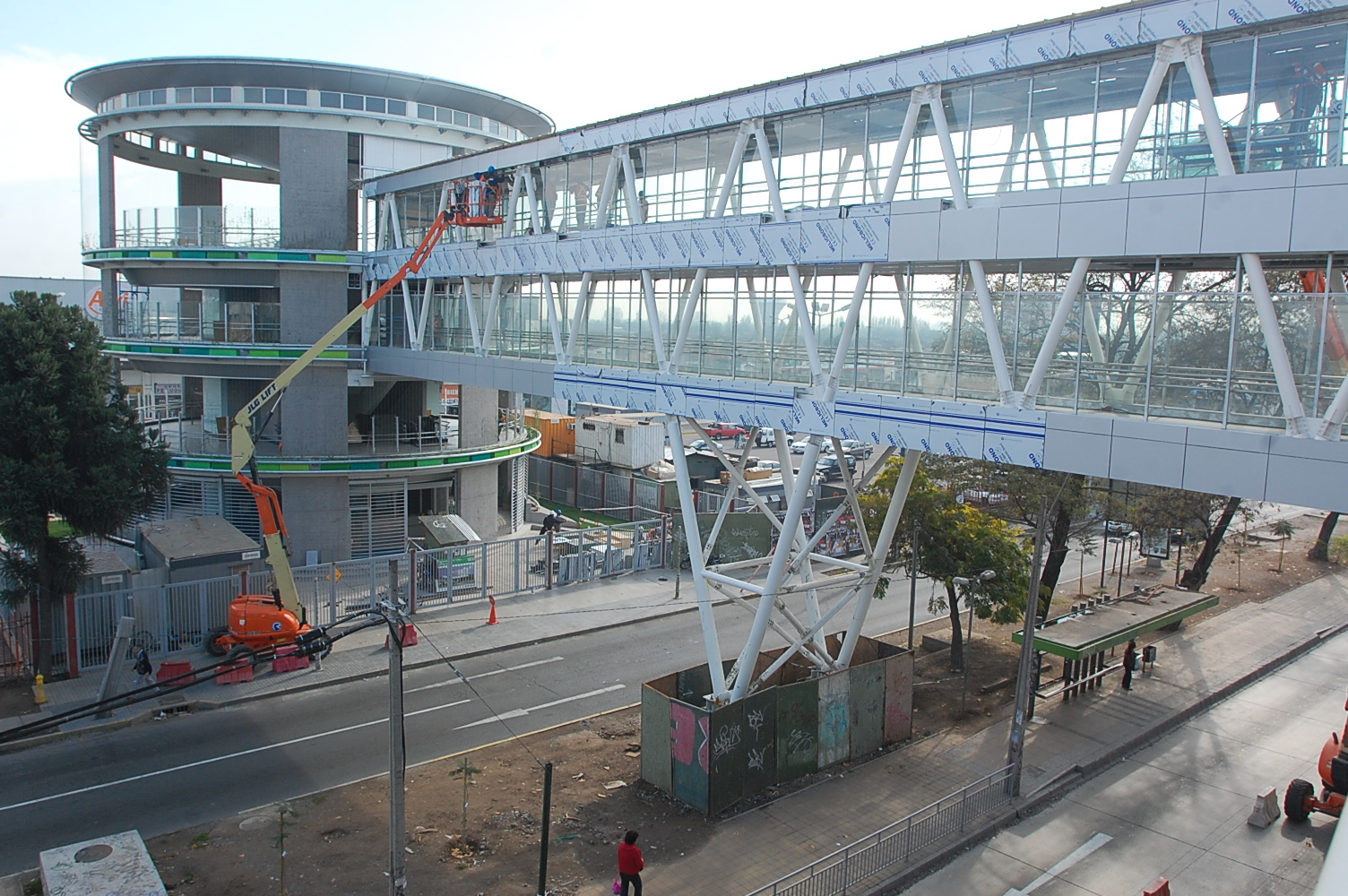
Acceso de la estación durante su construcción.
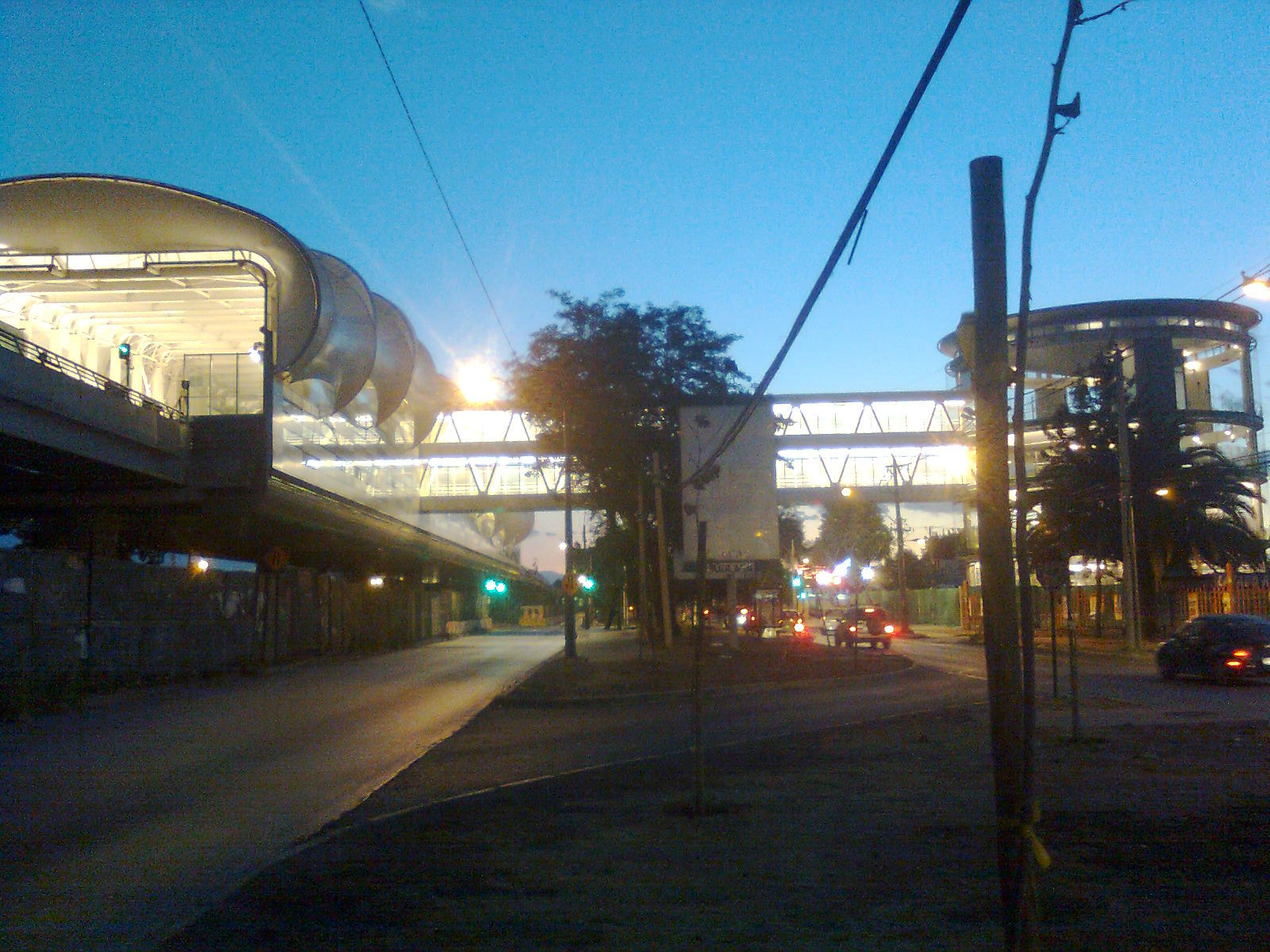
Entrada de noche.
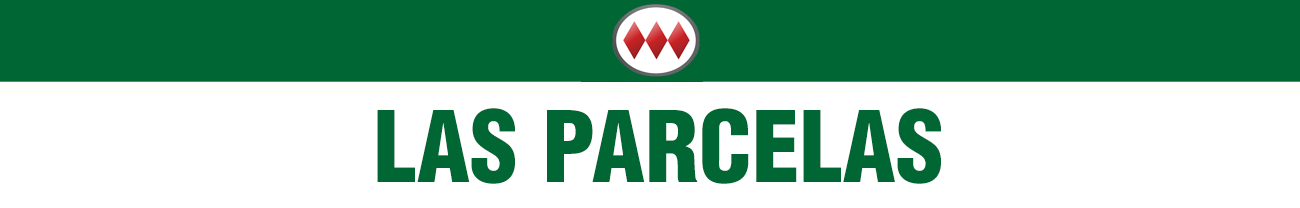
Cenefa utilizada actualmente en los andenes.
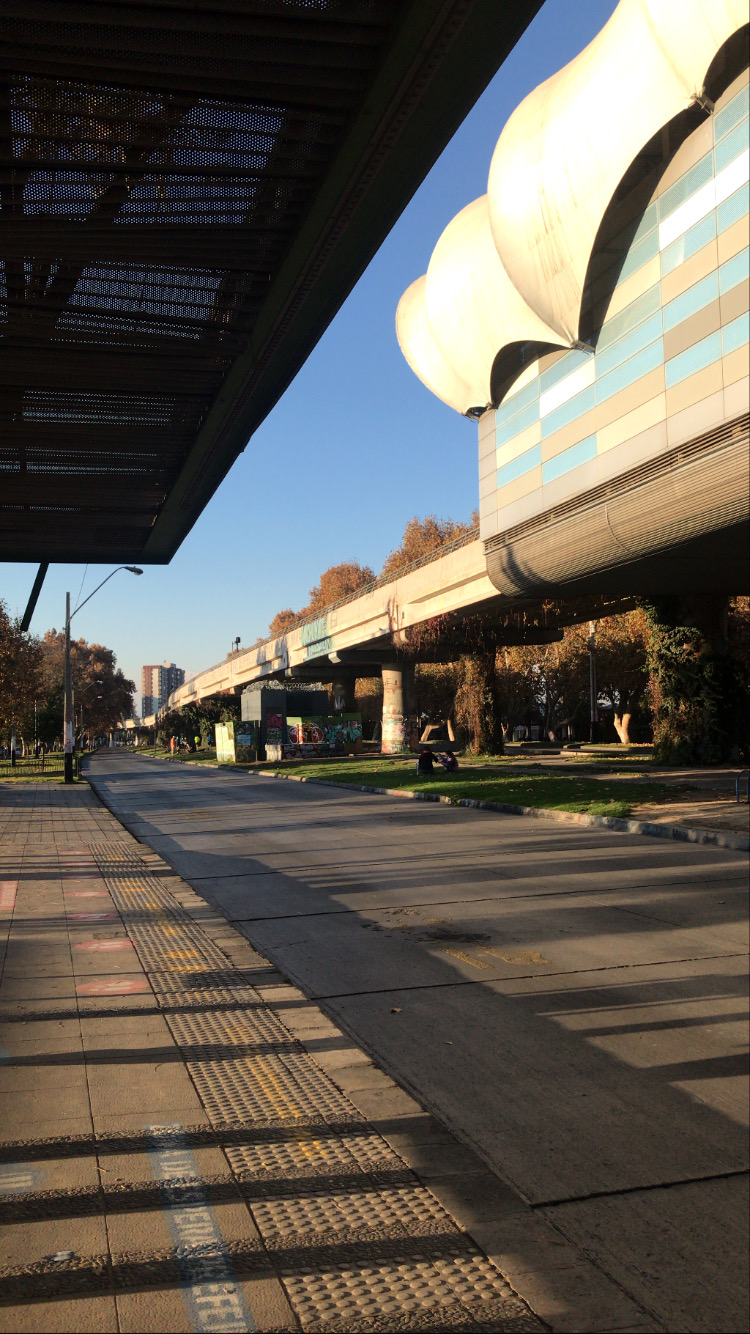
Metro Las Parcelas en otoño, 2021.

## Conexión con Red Metropolitana de Movilidad
La estación posee 5 paraderos de la Red Metropolitana de Movilidad en sus alrededores, los cuales corresponden a:
| Paradero/ Código                       | Recorridos |
| -------------------------------------- | --- |
| Parada 1 / Metro Las Parcelas (PI414)  | 106 (Nueva San Martín) - 401 (Maipú) - 405 (Maipú) - 419 (Villa Los Héroes) - 421 (Maipú) - 423 (Nueva San Martín) - 431c (Nueva San Martín) - 432n (Maipú) - I08 (Mall Arauco Maipú) - I09 (Rinconada) - I09c (Rinconada)                                                                                   |
| Parada 2 / Metro Las Parcelas (PI391)  | 106 (Peñalolén) - 401 (Las Condes) - 405 (Cantagallo) - 419 (Plaza Italia) - 421 (San Carlos de Apoquindo) - 423 (Plaza Italia) - 431c (Metro Las Rejas) - 432n (La Reina) - I08 (Metro San Alberto Hurtado) - I09 (Metro Universidad de Chile) - I09c (Metro Las Rejas) - I09e (Metro Universidad de Chile) |
| Parada 3 / Metro Las Parcelas (PI481)  | I20 (Valle Verde) |
| Parada 4 / Metro Las Parcelas (PI1024) | 404 (El Descanso) - 404c (El Descanso) - I07 (Rinconada) - I20 (Marta Ossa Ruiz) |
| Parada 5 / Metro Las Parcelas (PI1651) | I07 (Mall Arauco Maipú) |